# Place Bonaventure
Place Bonaventure es un complejo comercial, hotelero y de oficinas situado en el centro de Montreal (Quebec, Canadá), junto a la Estación Central de la ciudad. Con una superficie de 288 000 m², Place Bonaventure fue el segundo edificio comercial más grande del mundo cuando se completó en 1967. Es también uno de los pocos edificios de Canadá que tiene su propio prefijo postal, H5A.

## Historia
Place Bonaventure fue concebido originalmente como una sala de exposiciones, centro del comercio internacional y hotel. El edificio ocupa una superficie de 2 hectáreas y está construido sobre dieciocho vías férreas de Canadian National Railway que conducen a la Estación Central. Las obras empezaron en 1964 y se completaron en 1967. El edificio debe su nombre a la Estación de Bonaventure, una antigua estación de ferrocarril situada en los alrededores. Se planificó una ampliación del complejo hacia el sur, pero nunca se llegó a construir.
Diseñado en estilo brutalista, los muros exteriores son de hormigón acanalado vertido in situ y arenado, mientras los muros interiores son de hormigón arenado o de ladrillos. La sala de exposiciones del complejo se llamaba Concordia Hall y tenía 23 000 m². La primera feria de muestras del edificio se celebró en 1966, mientras las plantas superiores seguían en construcción. Junto a este vasto espacio hay dos grandes entresuelos. En 2020, se anunció que esta sala de exposiciones cerraría debido a que en la actualidad hay espacios más grandes disponibles, como el cercano Palacio de Congresos de Montreal.
Cuando se inauguró Place Bonaventure, sobre el Concordia Hall había cinco plantas de mayoristas de moda, muebles para el hogar y juguetes. Una planta adicional contenía las oficinas de las principales naciones comerciales del mundo. Al nivel del suelo había un centro comercial minorista de dos plantas. Todos estos usos desaparecieron con el paso de los años.
En 1998, Place Bonaventure fue renovada con un coste de 60 millones de dólares canadienses. El edificio fue rediseñado para que ofreciera espacios de oficinas amplios y sin interrupciones. El espacio comercial se redujo significativamente y se añadieron ventanas en los cuatro lados, en todas las plantas, para permitir que la luz entrara en los nuevos espacios de oficinas. En la actualidad, Place Bonaventure pertenece a la corporación inmobiliaria Kevric, que es propietaria de numerosos edificios en Montreal y Toronto.

## Inquilinos

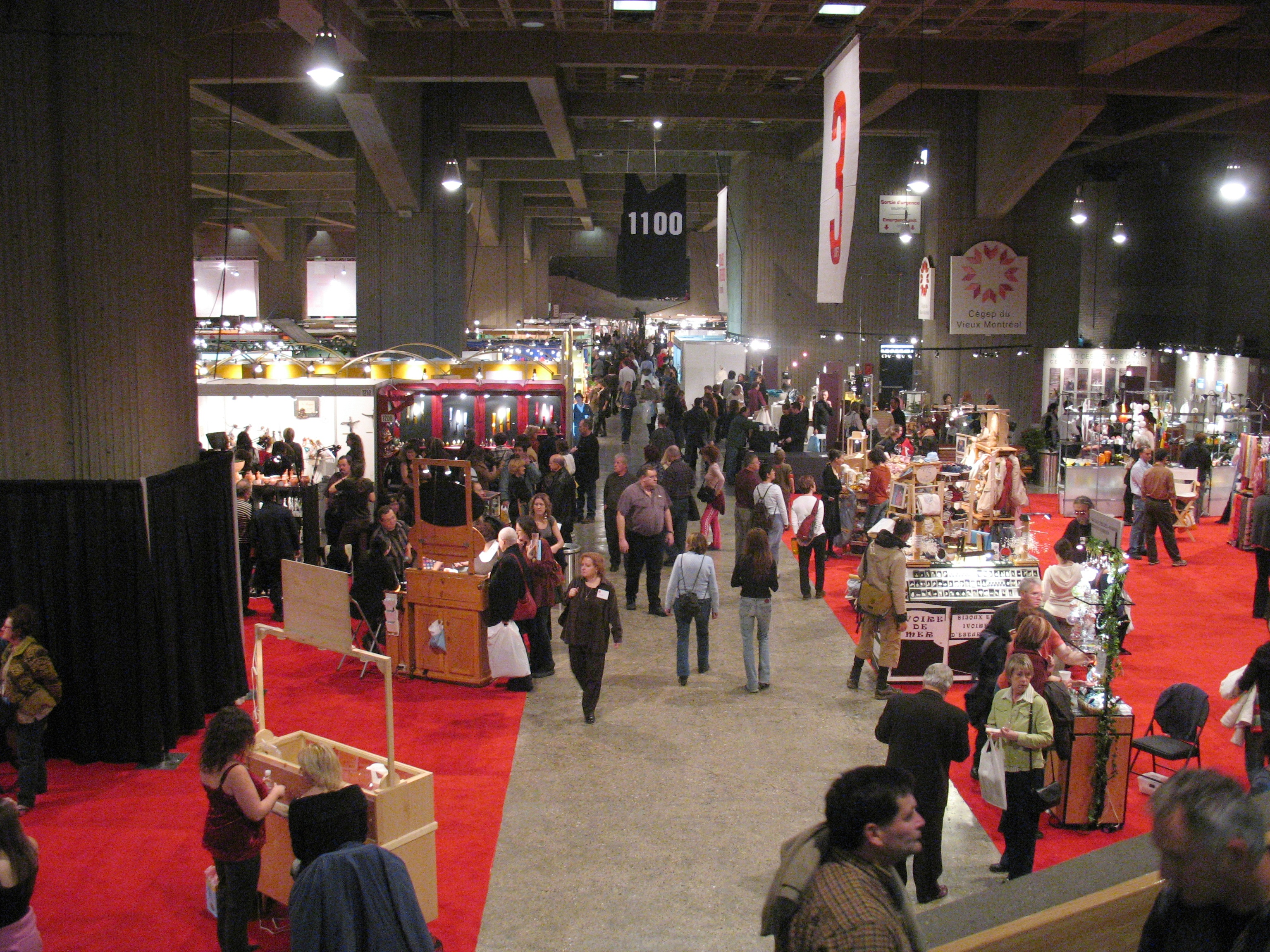
La zona de exposiciones.

El complejo alberga un hotel de 397 habitaciones, el Hotel Bonaventure Montreal (antiguamente un Hilton), que cuenta con una piscina en la azotea climatizada durante todo el año, un jardín en la azotea de 10 000 m² con árboles, flores y cascadas, un jacuzzi y una sauna seca. El espacio para reuniones total del hotel es de 5000 m², fue renovado completamente en 2018 e incluye el salón de baile más grande de Montreal sin obstrucciones (1500 m²), así como 2000 m² de espacio de exposiciones. Entre los inquilinos de las oficinas se encuentran la Sociedad de Transporte de Montreal, la operadora de telefonía móvil Fido, las emisoras de radio de Cogeco (excepto CFGL-FM), el BMO Financial Group y varios departamentos del Gobierno federal.

## Acceso
Place Bonaventure está conectada a la ciudad subterránea de Montreal. También está conectada a la Estación de Bonaventure del Metro de Montreal, a las estaciones de trenes de cercanías de la AMT (Lucien-L'Allier y Central), a la estación de autobuses de la AMT en el centro de la ciudad y al servicio de trenes interurbanos de VIA y Amtrak en la Estación Central.